# Agonopterix intersecta
Agonopterix intersecta is een vlinder uit de familie van de sikkelmotten (Oecophoridae). De wetenschappelijke naam van de soort is voor het eerst geldig gepubliceerd in 1929 door Filipjev.